# Arctic Monkeys
Az Arctic Monkeys indie rock együttes, az angliai Sheffieldből. A 2002-ben alakult együttes jelenlegi tagjai: Alex Turner (ének, gitár), Jamie Cook (gitár), Matt Helders (dobok, vokál) és Nick O’Malley (basszusgitár, vokál), aki Andy Nicholsont váltotta a zenekarban, nem sokkal debütáló albumok megjelenése után.
Az Arctic Monkeys sikeréhez nagyban hozzájárult a rajongók által terjesztett demó felvételek, és az online fájlcserélők. Ők voltak az egyik első zenekar, akik az interneten keresztül lettek népszerűek, ezzel megmutatva a lehetőségét annak, amerre az új zenekarok elindulhatnak.
Az Arctic Monkeys első sikerét a I Bet You Look Good on the Dancefloor című kislemezzel érte el, amivel első helyre kerültek az angol kislemez-eladási listán. Első nagylemezük, a Whatever People Say I Am, That’s What I’m Not 2006 januárjában jelent meg, és a brit zenei történelem leggyorsabban fogyó debütáló lemezévé vált, ezzel felülmúlva az Oasis Definitely Maybe lemezét. Nagy sikert aratott, és egyaránt elnyerte a 2006-os Mercury-díjat és a 2007-es Brit Awards díjat a legjobb brit album kategóriában. A zenekar második lemeze a Favourite Worst Nightmare 2007. április 23-án jelent meg, és több mint 225 000 példányt adtak el belőle, valamint jelölték a Mercury-díjra. Az együttes továbbá 2008-ban elnyerte a legjobb brit zenekar, és a legjobb brit album díjakat is a Brits-en.
Az együttes nemzetközi sikerét a 2013-ban megjelent ötödik stúdióalbumok, az AM volt. Erről a lemezről jelent meg a Do I Wanna Know? kislemez, ami négy Billboard-slágerlistának az első helyét érte el, az Egyesült Államokban platina minősítést kapott. A 2014-es Brit Awards-gálán az album a harmadik lemezük lett, ami elnyerte az Év brit albuma díjat. Hatodik stúdióalbumuk, a Tranquility Base Hotel & Casino (2018) nagy változás volt az együttes korábbi zenei stílusához képest, zongorán alapult, nem gitáron. A 2019-es Grammy-gálán jelölték a Legjobb alternatív zenei album díjra.
Az Egyesült Királyságban az első független együttes lettek, akiknek első öt lemezük első helyen debütált az országban. Hét Brit Awards (az első együttes, aki háromszor tudott duplázni a Legjobb brit csoport és az Év brit albuma kategóriában is), egy Mercury, egy Ivor Novello és 20 NME-díjat. Ötszörös Grammy-jelöltek és a győzelmeiken kívül még három Mercury-jelölésük van. A Whatever People Say I Am, That’s What I’m Not és az AM  is szerepelnek az NME, illetve a Rolling Stone Minden idők 500 legjobb albuma listákon.

## Történet

### Alakulás és első évek
Az együttest Alex Turner (ének, gitár) és Jamie Cook (gitár) alapította 2001-ben. Az együtteshez később csatlakozott Turner két osztálytársa, Andy Nicholson (basszusgitár) és Matt Helders (dobok). Turner és Cook 2001 karácsonyára kapott gitárjaikkal kezdtek el játszani, a zenekarban egyedül Andy Nicholsonnak volt zenei tapasztalata. Helders, a dobok mögé kerülését így magyarázta egy újságnak adott interjújában: „Ez maradt… Nekik mind gitárjuk volt, szóval én vettem egy dobfelszerelést egy kicsit később.” Az egyik interjújukból kiderült, hogy a zenekar eredeti frontembere nem Alex Turner volt, hanem Glyn Jones aki pár hónap után kilépett a zenekarból, így a mikrofon mögé Turner állt.
Próbáikat a Yellow Arches-ban kezdték. Első fellépésükre 2003. június 13-án, a Sheffield központjában található The Grapes-ben került sor. Pár fellépés után elkezdték készíteni első demójukat, amit CD-n osztogattak fellépéseik után. Mivel CD-k csak limitált számban voltak elérhetők, ezért a rajongók egymás közt terjesztették azt. A zenekar elmondása szerint ezt egy cseppet sem bánták. „Mi soha nem a pénz vagy bármi más miatt csináltuk a CD-ket. Amúgy is ingyen adtuk őket, úgy gondoltuk, ez a legjobb út hogy eljussunk az emberekhez. Ezért lesznek jobbak a koncertjeink, mert az emberek eljönnek azokra.” Bár azt is mondták, hogy nem vállalnak felelősséget az internetre feltett számaikért. Ezek a számok főként a MySpace-en voltak elérhetőek, és az ottani zenekari lapot is a rajongók készítették. Számaik a MySpace-en annyira elterjedtek, hogy Angliában már ők voltak a legsikeresebb zenekar. Saját elmondásuk szerint, ekkor értesültek a TV-ből és a rádióból, hogy a MySpace nagy részben hozzá járult a sikerükhöz. Megosztották továbbá azt is, hogy ez szerintük remek példa arra, hogy ha valaki nem tudja, hogy mások miről beszélnek; „Nekünk fogalmunk sincs róla, mi az a MySpace” – nyilatkozták.
Innentől kezdve Észak-Anglia legsikeresebb zenekarának számítottak, nagy figyelmet fordított rájuk a BBC rádió, és sok angol lap is. Egy amatőr operatőr készített velük egy videóklipet, a Fake Tales of San Fransisco számukra, amit saját weblapján jelenített meg. 2005 májusában jelent meg első kislemezük Five minutes with Arctic Monkeys címmel. Ezen a lemezen két szám szerepelt, a Fake Tales of San Francisco és a From the Ritz to the Rubble. Ez a kiadás csak limitált számban került forgalomba, 500 CD-n és 1000 bakelit lemezen, de letölthető volt az iTunes Music Store weboldalról is. Nem sokkal később, a zenekar fellépett a Reading and Leeds Fesztiválon, a kevésbé ismert előadók között. Ezen fellépésükön meglepően lelkes és nagy nézőközönség előtt játszhattak, ami igen csak meglepőnek számított egy nagylemezzel nem rendelkező zenekar esetében.

### 2005–2006: első kislemezek és a debütáló album
Ezután 2005 júniusában az EMI egyik leányvállalatához, a Domino Records-hoz szerződtek, az Egyesült Államokban az Epic lett a kiadójuk. Debütáló kislemezük az I Bet You Look Good on the Dancefloor 2005. október 17-én jelent meg, első lett az angol kislemez eladási listán. Ezzel a kislemezzel lekörözték Robbie Williams-t is. Második kislemezük 2006. január 16-án jelent meg, címe When the Sun Goes Down volt. Ez is újra listavezető lett Angliában. Egy héttel később megjelent az Arctic Monkeys debütáló lemeze, a Whatever People Say I Am, That’s What I’m Not. Egy kivételével az összes szám szerzője Alex Turner volt. Az album lett a leggyorsabban fogyó debütáló album Angliában, az első nap alatt 120 ezer példány fogyott el belőle, így megelőzte az Oasis Definitely Maybe-jét is, és így 12 év után új rekordot állítottak fel. A következő hat napban további 243.735 példányban kelt el. Az Egyesült Államokban 34.000 példány talált gazdára, ez a Billboard 200-as listáján a 24. helyre volt elég, ami mérsékelt sikernek számít, de így is ez lett a második leggyorsabban fogyó indie rock album az országban. Ezután kiadtak egy középlemezt Who the Fuck Are Arctic Monkeys? néven. A hirtelen jött sikert nem bíró Andy kiszállt az együttesből, helyére pedig Nick O’Malley érkezett. 2006-ban az NME Awards díjátadón elnyerték a Legjobb brit együttes, Legjobb új együttes, és a Legjobb dalért járó díjat. Megkapták a Mercury-díjat is. 2006 nyarán felléptek a Leeds Fesztiválon, ami tovább növelte a népszerűségüket.

### 2007: aFavorite Worst Nightmare, betörés az amerikai piacra
A 2007. április 23-án megjelent Favorite Worst Nightmare albumokon működött először közre Nick O’Malley. Amerikában 44.000 ezer eladott példánnyal a lemez a 7. helyig menetelt. A korábbi megjelenéseikhez hasonlóan Turner írta a dalszövegeket. Az első kislemez a Brianstorm volt, ami második lett az angol eladási listákon, míg az album első lett az országban. A lemezt a független kritikusok az év lemezének választották Japánban, Írországban, és az Egyesült Államokban. Az NME Awards-on a rövid filmjük elnyerte a legjobb DVD díjat. 2008-ban a Brit Awards díjátadón kétszer is győztesek lettek, a legjobb brit zenekar és legjobb brit album kategóriákban. A második kislemez július 4-én jelent meg Fluorescent Adolescent, 5. lett a brit kislemez listán. Az ezt követő daluk a december 3-án megjelent Teddy Picker volt. 2007. június 22-én ők voltak a fő fellépők a Glastonbury Fesztiválon. Szeptemberben pedig felléptek a Austin City Limits Zenei Fesztiválon, aminek köszönhetően egyre népszerűbbek lettek az Egyesült Államokban. Az albumot népszerűsítő turné során megjárták Ibizát, Dél-Amerikát, Japánt, Kanadát és az Egyesült Államokat. Torontóban az Oasis előzenekaraként léptek fel 19.800 ember előtt. 2007 őszén emellett egy nagy sikerű stadion turnét tartottak, aminek kereteiben a Manchester Apollóban felvettek egy koncertlemezt At The Apollo címen.

### 2008–2010: stílusváltás, mellékprojektek és a harmadik album
A tagok a két nagy sikerű album után félre vonultak, Alex megalapította The Last Shadow Of Puppets nevű formációját, amivel 2008-ban ki is adták első lemezüket. Ez alatt Matt készített négy remixet, egyet a Duran Durannak. Dobolt Andy új zenekarának, a Mongrelnek két kislemezén és annak albumán, illetve készített egy remixalbumot. Nick beszerzett egy új basszusgitárt és ezzel játszotta fel a Humbug basszus szólamait az albumra. Ezután elkezdődtek az új album munkálatai, Josh Homme és James Ford producerekkel. Az album stílusában keveredett a pszichedelikus és a stoner hatás a hard rockkal és az AM stílusával. Az első kislemez a Crying Lightning 12. lett a brit kislemez listán. A következő kislemez a Cornerstone volt, ami a zenekar történelmében korszakalkotónak bizonyult, de megbukott kereskedelmileg. Ezt követte a My Propeller, ami hasonlóan az előző kislemez sorsára volt utalva. A Humbug augusztusban jelent meg és azonnali siker lett. 320.921 példányban kelt el az album. A turné 2009 januárjában kezdődött meg, így az új anyagot az album megjelenése előtt is tudták népszerűsíteni. A turné során felléptek a Reading Fesztiválon és az Exit Fesztiválon Szerbiában. A turné 2010 áprilisában ért véget.

### 2013:AM
Az Arctic Monkeys 2013 szeptemberében adta ki AM című albumát, ami később a 349. helyet kapta a Rolling Stone Minden idők 500 legjobb albuma listáján és az együttes legsikeresebb lemeze lett az Egyesült Államokban és több másik országban is. Az albumról hat kislemez jelent meg: az R U Mine?, a Do I Wanna Know?, a Why’d You Only Call Me When You’re High?, a One for the Road, az Arabella és a Snap Out of It.

## Lemezeik kereskedelme
A zenekar elutasította a szerződés ajánlatokat a kiadóktól, mert nem akartak módosítani a számaikon, hogy azok illeszkedjenek az iparág elvárásaihoz – „Mielőtt elkezdődött ez a hisztéria, a kiadók azt mondták volna, hogy ’Ez alapvetően jó, csak jobb lenne azt egy kicsit módosítani...’, de mi sose hallgattunk ezekre.”

## Tagok
| Tagok - Alex Turner – énekes, gitár (2002–napjainkig), billentyűk (2006–2009, 2017–napjainkig), ütőhangszerek (2005–2006) - Jamie Cook – gitár (2002–napjainkig), billentyűk (2017–napjainkig), lap steel gitár (2017–2019), háttérénekes (2002–2007) - Matt Helders – dobok, ütőhangszerek, háttérénekes (2002–napjainkig) - Nick O'Malley – basszusgitár, háttérénekes (2006–napjainkig) Korábbi tagok - Andy Nicholson – basszusgitár, háttérénekes (2002–2006) | Turnézó tagok - Scott Gillies – gitár (2013–napjainkig), lap steel gitár (2018–2019), billentyűk (2012–2014) - Tom Rowley – gitár, billentyűk, háttérénekes (2013–napjainkig), lap steel gitár (2018–napjainkig), ütőhangszerek (2013–2014) - Davey Latter – ütőhangszerek (2013–napjainkig) - Tyler Parkford – billentyűk, háttérénekes (2018–napjainkig) Korábbi turnézó tagok - John Ashton – billentyűk, háttérénekes (2009–2011), gitár, ütőhangszerek (2009–2010) - Ben Partons – billentyűk (2011–2012) |

Idővonal
Turnézó tagok idővonala

## Stúdióalbumok
- Whatever People Say I Am, That’s What I’m Not (2006) (UK#1 USA#24)
- Favourite Worst Nightmare (2007) (UK#1 USA#7)
- Humbug (2009) (UK#1 USA#15)
- Suck It And See (2011) (UK#1 USA#14)
- AM (2013) (UK#1 USA#6)
- Tranquility Base Hotel + Casino (2018) (UK#1 USA#8)
- The Car (2022) (UK#2 USA#6)

## Turnék
- Whatever People Say I Am Tour (2005–2006)
- Favourite Worst Nightmare Tour (2007–2008)
- Humbug Tour (2009–2010)
- Suck It and See Tour (2011–2012)
- AM Tour (2013–2014)
- Tranquility Base Hotel & Casino Tour (2018–2019)
- The Car Tour (2022–2023)

## Magyarországi koncertjeik
- 2014. július 6. – VOLT Fesztivál, Sopron
- 2018. augusztus 14. – SZIGET Fesztivál, Budapest
- 2022. augusztus 15. – SZIGET Fesztivál, Budapest

## Fordítás
Ez a szócikk részben vagy egészben  az   Arctic Monkeys című angol Wikipédia-szócikk fordításán alapul.  Az eredeti cikk szerkesztőit annak laptörténete sorolja fel. Ez a jelzés csupán a megfogalmazás eredetét és a szerzői jogokat jelzi, nem szolgál a cikkben szereplő információk forrásmegjelöléseként.